# Anthurium flavoviride
Anthurium flavoviride är en kallaväxtart som beskrevs av Adolf Engler. Anthurium flavoviride ingår i släktet Anthurium och familjen kallaväxter. Inga underarter finns listade.